# Dwight D. Eisenhower (Schiff)
Die USS Dwight D. Eisenhower (CVN-69) ist der zweite Flugzeugträger der Nimitz-Klasse der United States Navy. Sie trägt den Namen des 34. Präsidenten der USA, Dwight D. Eisenhower – kurz Ike.
Sie wurde in der Werft Newport News Shipbuilding am 15. August 1970 auf Kiel gelegt, am 11. Oktober 1975 durch die Witwe des ehemaligen Präsidenten getauft und am 18. Oktober 1977 in Dienst gestellt. Der Träger ersetzte die alte Franklin D. Roosevelt der Midway-Klasse. Der Baupreis belief sich auf etwa 4,5 Mrd. US$.
Die Ike wurde nach 13 Einsatzfahrten von Oktober 1985 bis April 1987 umfangreich überholt. Zwischen dem 17. Juli 1995 und 27. Januar 1997 fand in Newport News Shipbuilding für 3 Mrd. US$ die nächste Generalüberholung statt, bei der sie auf den damals aktuellen technischen Stand gebracht wurde. Im Mai 2001 folgte dann die nächste fast vierjährige Grundüberholung und Neubestückung der Atomreaktoren bei Northrop Grumman in Newport News für 2,5 Mrd. US$. Ab Oktober 2006 folgte der nächste Gefechtseinsatz in Richtung Afghanistan.
1994 nahmen mit der USS Dwight D. Eisenhower erstmals in der US Navy Soldatinnen als Besatzungsmitglieder eines Flugzeugträgers ihren Dienst auf. Ihr Heimathafen ist die Naval Station Norfolk.
Seit 2007 ist das Carrier Air Wing Seven (CVW-7) auf der USS Dwight D. Eisenhower stationiert, das aus 61 Flugzeugen (20 F/A-18C, zwölf F/A-18E, zwölf F/A-18F, vier EA-6B, vier E-2C, sieben H-60 und zwei zurzeit in Bahrain stationierten C-2A besteht.
Ende Februar 2013 verließ die Ike Norfolk, um Operationen der 5. und 6. Flotte zu unterstützen. Die deutsche Fregatte Hamburg war dafür Teil der Carrier Strike Group.
Nach dem Einsatz gegen die Huthi-Rebellen kehrt er zurück in den nahen Osten, um die Mission zu verlängern.

## Einsätze
- 1990: „Desert Shield“ (Irak/Kuwait/Saudi-Arabien)
- 1991: „Desert Storm“ (2. Golfkrieg)
- 1993: „Operation Deny Flight“ (Bosnien, 1993–1995)
- 1994: „Restore Democracy“ (Haiti)
- 1994: Begleitung zum 50. Jubiläum des „D-Day“
- 2000: „Southern Watch“ (Überwachung der Flugverbotszonen im Irak)
- 2006/2007: „Operation Enduring Freedom“ und „Operation Iraqi Freedom“
- 2009: Verlegung vor die Küste Somalias, zur Unterstützung der Pirateriebekämpfung; „Operation Enduring Freedom“
- 2010: Verlegung vor die Küste Somalias, wiederum im Rahmen der Pirateriebekämpfung; „Operation Enduring Freedom“
- 2012: „Operation Enduring Freedom“ (Juni bis Dezember)
- 2013: „Operation Enduring Freedom“ (Februar bis Juli)
- 2016: „Operation Inherent Resolve“ (ab Dezember 2016)[4]
- 2023: Entsendung vor die Mittelmeerküste Israels als Reaktion auf einen Großangriff der Islamistenorganisation Hamas gegen Israel am 7. Oktober 2023.